# 藤田愛純
藤田 愛純（ふじた あずみ、1992年1月7日 - ）は、日本のアイドル。つんく♂と志倉千代丸によるプロデュースグループ、バクステ外神田一丁目16期メンバー。　東京都出身。愛称は「あずにゃん」。また、ファンの総称は「あずにゃんぷにぷにサークル」（略、ぷにサー）。

## 略歴
「愛純」の名前でミュージカルに複数回出演したのち、
2016年9月10日 シブヤDOMINIONに加入
2018年4月14日 シブヤDOMINIONを卒業
2019年4月19日 モエギノジノムに加入
2019年12月17日 モエギノジノムが解散
2020年7月20日 期間限定ユニットLiedお披露目ライブ
2021年1月16日 期間限定ユニットLied活動終了と同時に所属事務所を退所
2022年5月　バクステ外神田一丁目に加入

## 出演
舞台
・2014年7月17日(木)～22日(火) にシアター1010にて上演されたミュージカル「ひめゆり」にキク（ひめゆり学徒）役として出演
・2015年11月5日(木)～10日(火) にシアター1010にて上演されたミュージカル「何処へ行く」ルチア（ミリアムの娘。クリスチャンの女性ほか）役として出演
グラビア
・2017年8月4,5,6日  「TOKYO GRAVURE IDOL FESTIVAL 2017」（TGIF2017）出演
・2019年8月2日 「TOKYO GRAVURE IDOL FESTIVAL 2019」（TGIF2019）出演
・2020年10月2日「TOKYO GRAVURE IDOL FESTIVAL ONLINE 2020」（TGIF ONLINE 2020）出演
番組
・2010年2011年度 「NHK紅白歌合戦」バックダンサー
・2016年12月-2017年8月 SBSテレビ「超ドSナイト」目指せ超ドSフェスタしずおかアイドルコーナー出演
・2018年7月-2019年6月 AbemaTV「妄想マンデー」妄マンガール40号
・2019年2月-3月 テレビ東京「東京アイドル戦線」
・2020年5月-2022年5月 競輪予想番組「TIPSTAR」チームM科として出演